# Каменушка (Хабаровский край)
Камену́шка — посёлок при станции Дальневосточной железной дороги в Вяземском районе Хабаровского края России.

## География
Посёлок Каменушка расположен в трёх километрах западнее автотрассы «Уссури». Стоит на левом берегу малой реки Каменушка (правый приток Уссури).
Расстояние до административного центра Вяземского района города Вяземский (на север по трассе «Уссури») около 45 км.
На юг от посёлка Каменушка дорога идёт к с. Глебово и к станционому посёлку Снарский.

## Население
| 2002 | 2010 | 2011 | 2012 | 2021 |
| ---- | ---- | ---- | ---- | ---- |
| 28   | ↘13  | →13  | ↗15  | ↘7   |

Жители работают на железнодорожной станции Каменушка.